# Василиј Ступњицки
Василиј Ступњицки (Харков, 1879 – 1945) — етнограф, диригент и композитор пореклом из Харковске области, Украјина; дипломирао на Харковском универзитету, студирао музику у Кијеву и Москви . Диригент саборног хора и старешина музичке школе у Чернигову ; 1920-их, диригент капеле "ДУХ", наставник музике Института за народно образовање у Харкову . Као етнограф забиљежио збирку „Песме слобoдарске Украјине“ (1929). Ступњицки је аутор оригиналних обрада украјинских народних песама (између осталих и циклуса „Слободарске песме”) и црквених дела.